# Flagge Chiles
Die Flagge Chiles wurde als Nationalflagge am 18. Oktober 1817 eingeführt.

## Gestalt und Bedeutung

Aufbau der Flagge

Das blaue Feld ist ein Quadrat, dessen Seitenlänge ein Drittel der Länge bzw. die Hälfte der Höhe der Flagge misst. Der weiße Stern ist ein zentral in diesem Quadrat angeordnetes, mit der Spitze nach oben ausgerichtetes Pentagramm, dessen Umkreisdurchmesser der Hälfte der Seitenlänge des Quadrates entspricht.
Blau steht für den Himmel und den Pazifischen Ozean, Weiß für den Schnee der Anden und Rot für die rote Copihue-Blüte oder das Blut der Helden des Unabhängigkeitskrieges. Der weiße Stern symbolisiert die Freiheit. Seine fünf Zacken stehen auch für die fünf ersten Provinzen Chiles.
In horizontaler und vertikaler Ausrichtung der Flagge ist stets darauf zu achten, den Stern oben links zu positionieren.

## Geschichte

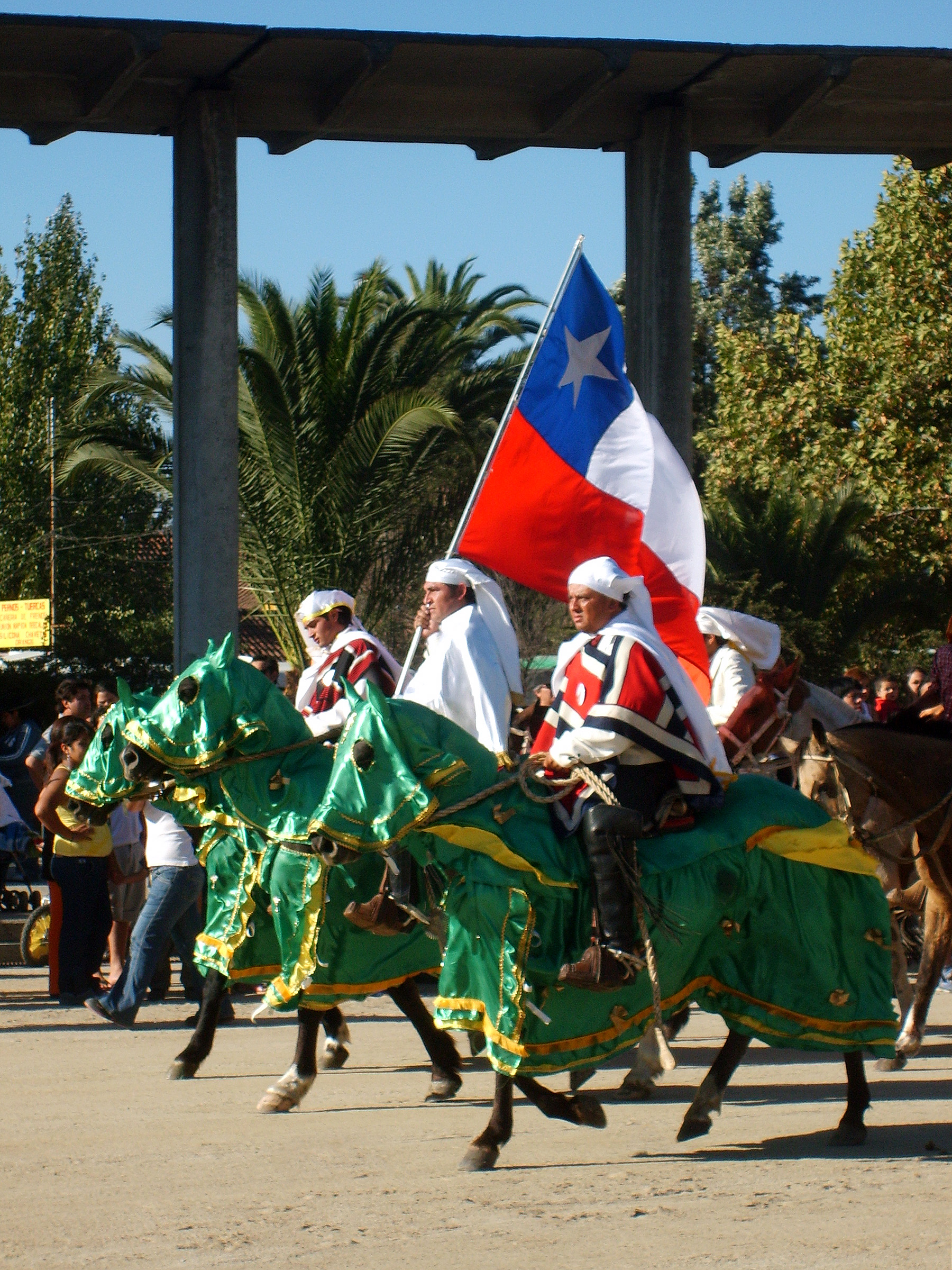
Reiter mit der Nationalflagge Chiles

In dem als chilenisches Nationalepos aufgefassten Versroman La Araucana (Teil I gedruckt in Madrid, 1569) wird von einem Heer der Araukaner (einheimische Mapuche-Indianer) berichtet, dessen Krieger sich mit grünen, blauen, weißen und „fleischroten“ Federn schmückten.
Die erste Flagge, die der patria vieja (altes Vaterland), war eine 1812 von José Miguel Carrera entworfene horizontale Trikolore in Blau-Weiß-Orange, die erstmals am 18. September 1812 in Santiago de Chile gehisst wurde. Sie wurde bis zur Schlacht von Rancagua verwendet, bei der die Patrioten den Royalisten unterlagen. Das Land fiel erneut unter die Herrschaft der Kolonialherren, bis diese in der Schlacht von Chacabuco geschlagen wurden und Chile erneut seine Unabhängigkeit erklärte. Die neue Flagge, die der „Übergangszeit“ (Transición), wurde von Juan Gregorio de Las Heras entworfen und ab April 1817 verwendet. Allerdings war die horizontale Trikolore in Blau-Weiß-Rot der Flagge der Niederlande zum Verwechseln ähnlich. Nur wenige Monate später wurde die heute gültige Flagge eingeführt. Die Konzeption stammte von dem Nordamerikaner Charles Wood (1792–1856) und wurde im Hauptquartier des argentinischen Freiheitskämpfers José de San Martín entwickelt. Sie spielte bewusst auf die Flagge der Vereinigten Staaten an. Auf Initiative des chilenischen Kriegsministers José Ignacio Zenteno (1786–1847) wurde sie am 18. Oktober 1817 zur Nationalflagge Chiles erklärt. Am 12. Februar 1818 wurde der Flagge das Staatsemblem mit Säule und zwei gekreuzten Flaggen hinzugefügt. Diese Flagge wurde noch während des Unabhängigkeitskrieges verwendet, der in Chile erst mit der Vertreibung der spanischen Interventionstruppen im April 1818 nach der Schlacht von Maipú und der endgültigen Eroberung Chiloés im Januar 1826 endete. Im Laufe der Jahre gab es verschiedene Varianten, wobei teilweise der Stern fehlte oder auch an anderer Stelle erschien, teilweise wurden die Farben der Streifen vertauscht, und das blaue Feld war nicht immer quadratisch, sondern manchmal rechteckig. Endgültig festgelegt wurden die Form und die Farben der Felder am 4. Juli 1854, die genaue Position des Sterns im blauen Feld wurde am 11. Januar 1912 nochmals bestätigt (Gesetz Nr. 2597). Ein eigenes Gesetz zur Verwendung der nationalen Symbole, darunter der Nationalflagge, wurde zum 150. Jahrestag der Einführung der Flagge am 18. Oktober 1967 verabschiedet.

Flagge Chiles (patria vieja), 18. September 1812 bis 1814.
Flagge Chiles (transición), April 1817 bis September 1817
Flagge Chiles (patria nueva), 1818
Flagge der Expedición Libertadora al Perú, 1820

1820 zog José de San Martín mit einer Armee nach Norden, um Peru von der spanischen Kolonialherrschaft zu befreien. Die Expedición Libertadora al Perú führte eine der chilenischen Flagge ähnelnde Version, deren drei Sterne für die Herkunft der Soldaten stand: Chile, Argentinien und Peru.
Auf dem faktisch selbstständigen Indianergebiet in Südchile und Teilen des heutigen Argentiniens versuchte der Franzose Orélie Antoine de Tounens in den 1860er und 1870er Jahren mehrfach vergeblich, ein „Königreich von Araukanien und Patagonien“ zu errichten, um die Indianer gegen die Eroberung durch Chile und Argentinien zu einen. Als Identifikationszeichen führte Tounens eine horizontale Trikolore in Grün, Blau und Weiß ein. Die Reihenfolge der Farben ist je nach Quelle unterschiedlich, auch verschiedene Versionen können existiert haben.

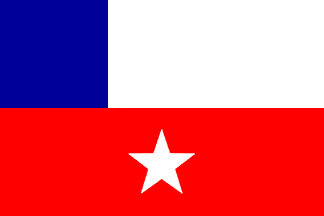
Version mit weißem Stern im roten Streifen
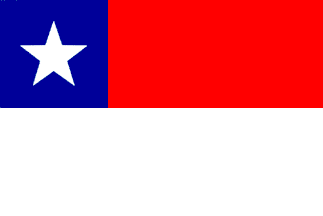
Version mit vertauschten Streifen
„Königreich von Araukanien und Patagonien“, 1860
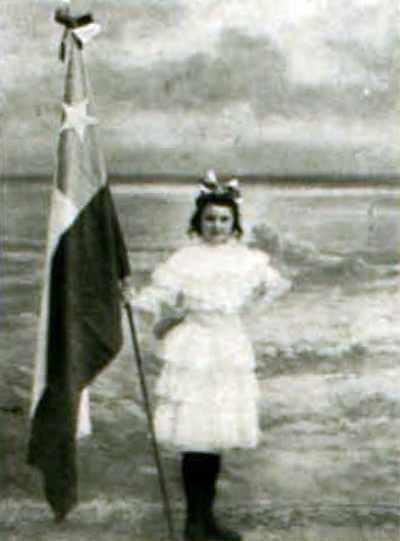
Foto der Flagge Chiles von 1907

## Flaggen der Urbevölkerung
Die Flagge der Osterinsel (Reimiro) wird von der ursprünglichen Bevölkerung der Rapanui verwendet, auch bei offiziellen Anlässen neben der Flagge Chiles. 1992 wurde von den Mapuche eine eigene Flagge angenommen. Ferner gibt es Flaggen verschiedener anderer Völker. Im Norden des Landes verwenden die Aymara die „Whipala“-Flagge, die ihr Volk international für diese Andenzivilisation vertritt.

Flagge der Osterinsel
Wuñelfe, die legendäre Ursprungsflagge der Mapuche[4]
Flagge der Mapuche (1992)
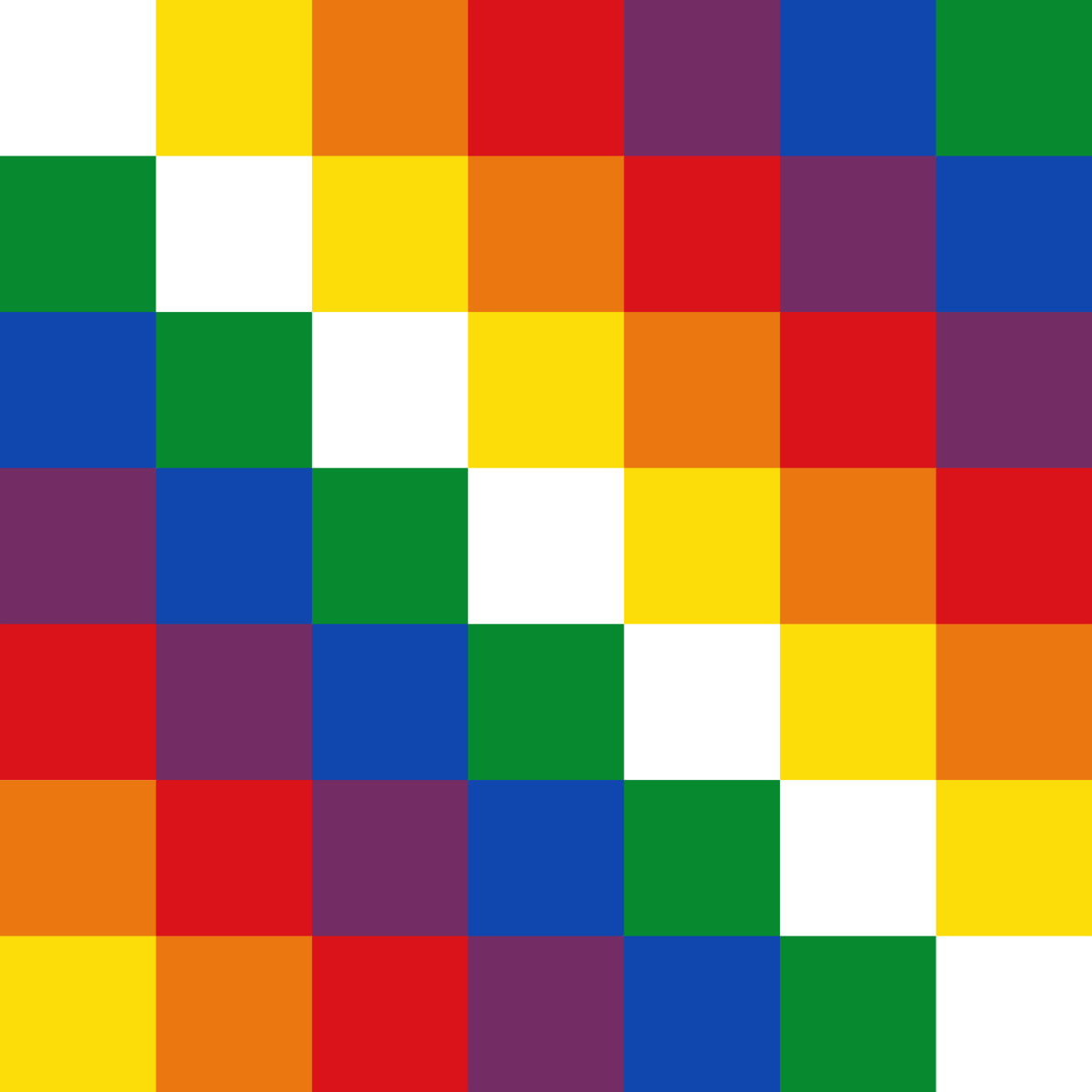
Flagge des Aymara-Volkes

## Weitere Flaggen Chiles
Neben den Regionen und Kommunen führen auch die Universitäten und politische Parteien eigene Flaggen. Hier einige Beispiele.

Standarte des Präsidenten
Santiago de Chile
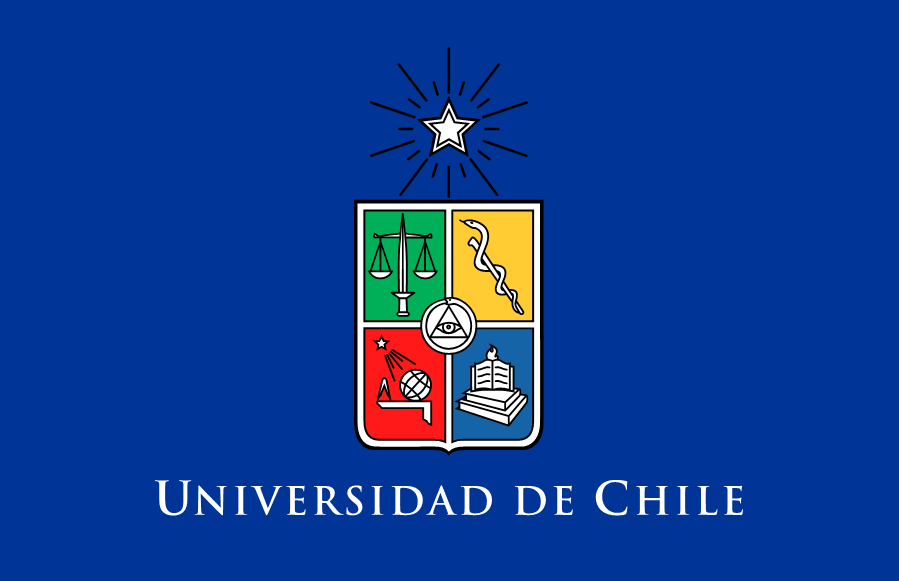
Universidad de Chile
Partido Demócrata Cristiano de Chile